# Methanobrevibacter smithii
Espèce
Methanobrevibacter smithii est une espèce d'archées méthanogènes. Ce microorganisme anaérobie obligatoire est la principale espèce d'archées du microbiote intestinal humain. Il s'agit d'une archée hydrogénotrophe, c'est-à-dire qu'elle absorbe l'hydrogène H2 et le dioxyde de carbone CO2, produits notamment par la fermentation bactérienne des polysaccharides, pour former du méthane CH4 et de l'eau H2O, ce qui augmente globalement la quantité d'énergie libérée par l'absorption des aliments.
L'accumulation d'hydrogène dans l'intestin réduit l'efficacité de la fermentation microbienne ainsi que le rendement énergétique global de l'absorption des aliments. Les microorganismes qui absorbent l'hydrogène sont donc essentiels pour optimiser les processus de digestion. La flore intestinale humaine est dominée par les embranchements Bacteroidetes et Firmicutes. Elle contient essentiellement trois groupes de microorganismes absorbant l'hydrogène : les méthanogènes, dont M. smithii est la plus abondante, un groupe polyphylétique d'acétogènes, et des bactéries sulfato-réductrices. Elle présente une adaptation enzymatique à la flore intestinale, et notamment aux métabolites produits par Bacteroides thetaiotaomicron, une bactérie saccharolytique très abondante dans l'intestin. Bien que M. smithii soit bien représentée dans le tube digestif, elle l'est relativement peu dans la matière fécale humaine.
Les méthanogènes peuvent représenter jusqu'à 10 % des microorganismes de la flore intestinale d'un homme adulte en bonne santé, mais cette proportion peut s'accroître chez les anorexiques, ce qui témoignerait d'une adaptation visant à optimiser l'absorption des aliments et notamment leur conversion en énergie métabolique par l'organisme ; M. smithii pourrait également être liée à la constipation, une affection fréquente chez les patients anorexiques.